# Анактувук-Пасс (Аляска)
Анактувук-Пасс (англ. Anaktuvuk Pass) — місто (англ. city) в США, в окрузі Норт-Слоуп штату Аляска. Населення — 425 осіб (2020).

## Географія
Анактувук-Пасс розташований за координатами 68°9′6″ пн. ш. 151°42′0″ зх. д. / 68.15167° пн. ш. 151.70000° зх. д. (68.151791, -151.700070).  За даними Бюро перепису населення США в 2010 році місто мало площу 12,66 км², з яких 12,52 км² — суходіл та 0,14 км² — водойми. В 2017 році площа становила 13,55 км², з яких 13,41 км² — суходіл та 0,14 км² — водойми.

### Клімат
| Клімат : Анактувук-Пасс | Клімат : Анактувук-Пасс | Клімат : Анактувук-Пасс | Клімат : Анактувук-Пасс | Клімат : Анактувук-Пасс | Клімат : Анактувук-Пасс | Клімат : Анактувук-Пасс | Клімат : Анактувук-Пасс | Клімат : Анактувук-Пасс | Клімат : Анактувук-Пасс | Клімат : Анактувук-Пасс | Клімат : Анактувук-Пасс | Клімат : Анактувук-Пасс | Клімат : Анактувук-Пасс |
| Показник                | Січ.                    | Лют.                    | Бер.                    | Квіт.                   | Трав.                   | Черв.                   | Лип.                    | Серп.                   | Вер.                    | Жовт.                   | Лист.                   | Груд.                   | Рік                     |
| Абсолютний максимум, °C | −3,9                    | −1,7                    | 2,8                     | 7,2                     | 17,2                    | 27,2                    | 32,8                    | 23,9                    | 17,2                    | 7,8                     | 2,2                     | −2,2                    | 32,8                    |
| Середній максимум, °C   | −20                     | −21,7                   | −16,7                   | −8,3                    | 3,9                     | 13,9                    | 15,6                    | 11,7                    | 3,9                     | −9,4                    | −17,8                   | −22,2                   | −5,6                    |
| Середній мінімум, °C    | −28,3                   | −28,9                   | −26,1                   | −16,7                   | −6,7                    | 2,2                     | 4,4                     | 1,7                     | −3,9                    | −16,1                   | −26,1                   | −29,4                   | −14,4                   |
| Абсолютний мінімум, °C  | −42,8                   | −43,9                   | −40                     | −38,9                   | −27,2                   | −23,9                   | −13,3                   | −10                     | −18,9                   | −31,1                   | −40                     | −42,8                   | −43,9                   |
| Норма опадів, мм        | 8                       | 7                       | 13                      | 15                      | 13                      | 37                      | 45                      | 39                      | 26                      | 20                      | 12                      | 12                      | 248                     |
| ----------------------- | ----------------------- | ----------------------- | ----------------------- | ----------------------- | ----------------------- | ----------------------- | ----------------------- | ----------------------- | ----------------------- | ----------------------- | ----------------------- | ----------------------- | ----------------------- |
| Джерело: DRI            |                         |                         |                         |                         |                         |                         |                         |                         |                         |                         |                         |                         |                         |

## Демографія
Згідно з переписом 2010 року, у місті мешкали 324 особи в 99 домогосподарствах у складі 65 родин. Густота населення становила 26 осіб/км².  Було 118 помешкань (9/км²).
Расовий склад населення:
| - 83,3 % — корінних американців - 7,1 % — білих - 0,3 % — вихідців з тихоокеанських островів - 0,3 % — чорних або афроамериканців |

До двох чи більше рас належало 9,0 %. Частка іспаномовних становила 2,2 % від усіх жителів.
За віковим діапазоном населення розподілялося таким чином: 32,7 % — особи молодші 18 років, 63,0 % — особи у віці 18—64 років, 4,3 % — особи у віці 65 років та старші. Медіана віку мешканця становила 27,0 року. На 100 осіб жіночої статі у місті припадало 125,0 чоловіків;  на 100 жінок у віці від 18 років та старших — 115,8 чоловіків також старших 18 років.
Середній дохід на одне домашнє господарство  становив 77 640 доларів США (медіана — 66 250), а середній дохід на одну сім'ю — 85 939 доларів (медіана — 82 500). За межею бідності перебувало 26,3 % осіб, у тому числі 38,7 % дітей у віці до 18 років та 8,3 % осіб у віці 65 років та старших.
Цивільне працевлаштоване населення становило 79 осіб. Основні галузі зайнятості: освіта, охорона здоров'я та соціальна допомога — 32,9 %, публічна адміністрація — 30,4 %, роздрібна торгівля — 11,4 %, транспорт — 7,6 %.